# Andreas Thiel (Handballspieler)
Andreas Thiel (* 3. März 1960 in Lünen) ist ein ehemaliger deutscher Handballtorwart.

## Karriere als Spieler
Thiel war aktiv bei Alemannia Aachen (1974–1977), TV Hochdorf (1977–1979), VfL Gummersbach (1979–1991), TSV Bayer Dormagen (1991–2000) und der SG Flensburg-Handewitt (2001). Er bestritt 528 Spiele für Gummersbach, Dormagen und Flensburg in der Handball-Bundesliga. Thiel ist mit 256 Spielen der Torhüter, nach Wieland Schmidt (276), mit den zweitmeisten Länderspielen und liegt nach der Anzahl der Einsätze auf Rang 6 aller deutschen Nationalspieler. Er nahm 1984, 1992 und 1996 an den Olympischen Spielen teil. Mit dem VfL Gummersbach wurde Thiel außerdem fünfmal deutscher Handballmeister, dreimal deutscher Handball-Pokalsieger und gewann zweimal den Handball-Europapokal der Landesmeister. Siebenmal und damit am häufigsten wurde er zum Handballer des Jahres gewählt. Als Teil der Mannschaft des VfL Gummersbach wurde er im Februar 1984 mit dem Silbernen Lorbeerblatt ausgezeichnet.
Am 20. Mai 2001 bestritt der damals 41 Jahre alte Thiel sein letztes Bundesligaspiel gegen den SC Magdeburg.
Wegen seiner außergewöhnlichen Reflexe im Handballtor trägt Thiel auch heute noch den Beinamen Der Hexer. In seiner Bundesligakarriere parierte er 430 Siebenmeterwürfe.

## Nach der aktiven Karriere
Von 2000 bis Februar 2025 war Thiel unter anderem Torwarttrainer und Abteilungsleiter bei den Handballerinnen von Bayer Leverkusen. Er ist Justitiar der Handball-Bundesliga. Am 30. Juni 2018 wurde er zum Vorsitzenden der Handball Bundesliga Frauen (HBF) gewählt, deren Vorstandsmitglied er bereits zuvor war.
Nachdem Trainer Robert Nijdam im Dezember 2019 Bayer Leverkusen verlassen hatte, übernahm Thiel gemeinsam mit Renate Wolf und Michael Biegler den Trainerposten.

## Privates
Beruflich betreibt Thiel als Rechtsanwalt – er studierte neben seiner Handballkarriere von 1980 bis 1993 Rechtswissenschaft – eine Kanzlei in Köln. Er ist Schiedsrichter beim Deutschen Sportschiedsgericht und Vorsitzender des ständigen Schiedsgerichts der Lizenzvereine im Deutschen Tischtennis-Bund.
Sein jüngerer Bruder Joachim war ebenfalls als Handballtorwart aktiv, zuletzt bis Ende der Saison 2009/10 beim TV Hochdorf in der Regionalliga Südwest.